# (18923) Jennifersass
(18923) Jennifersass (2000 PC23) – planetoida z pasa głównego asteroid okrążająca Słońce w ciągu 3,5 lat w średniej odległości 2,3 j.a. Odkryta 2 sierpnia 2000 roku.